# Brome (Suffolk)
Brome – wieś w Anglii, w hrabstwie Suffolk, w dystrykcie Mid Suffolk. Leży 32 km na północ od miasta Ipswich i 126 km na północny wschód od Londynu. W 1961 roku civil parish liczyła 230 mieszkańców. Brome jest wspomniana w Domesday Book (1086) jako Brom/Brum.